# Lirquén

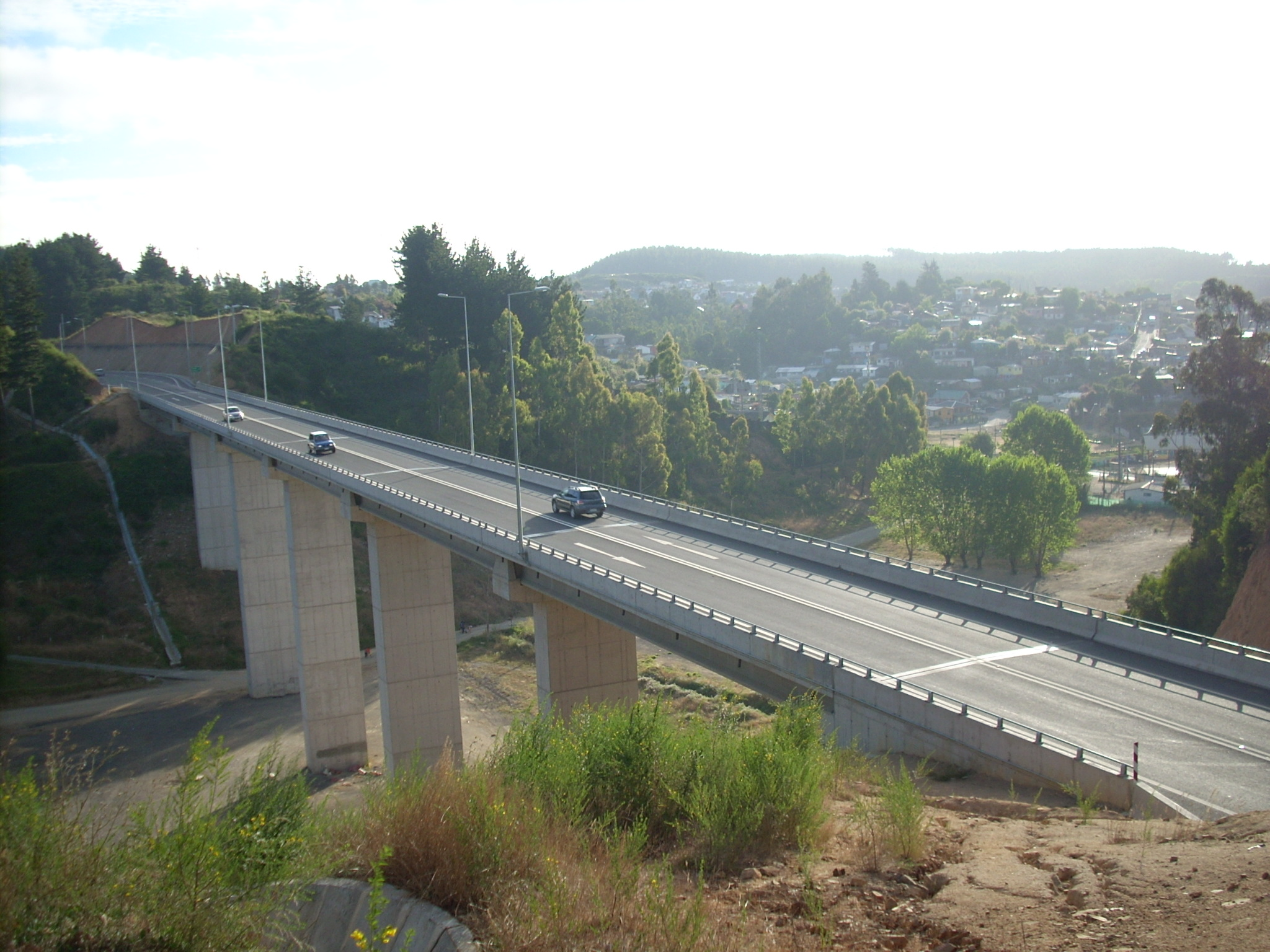
El viaducto Puerto Lirquén es el puente más alto de la Región del Biobío, con 30 metros de altura y 190 metros de largo.

Lirquén es una localidad portuaria de la zona central de Chile, perteneciente a la ciudad de Penco que forma parte del área metropolitana del Gran Concepción. y cuenta con una caleta de pescadores artesanales. De acuerdo al censo de 2012, su población se estima en 20 mil habitantes. El Puerto de Lirquén es uno de los puertos más importantes de la Región del Biobío y es el principal de embarque de productos forestales del país.

## Historia

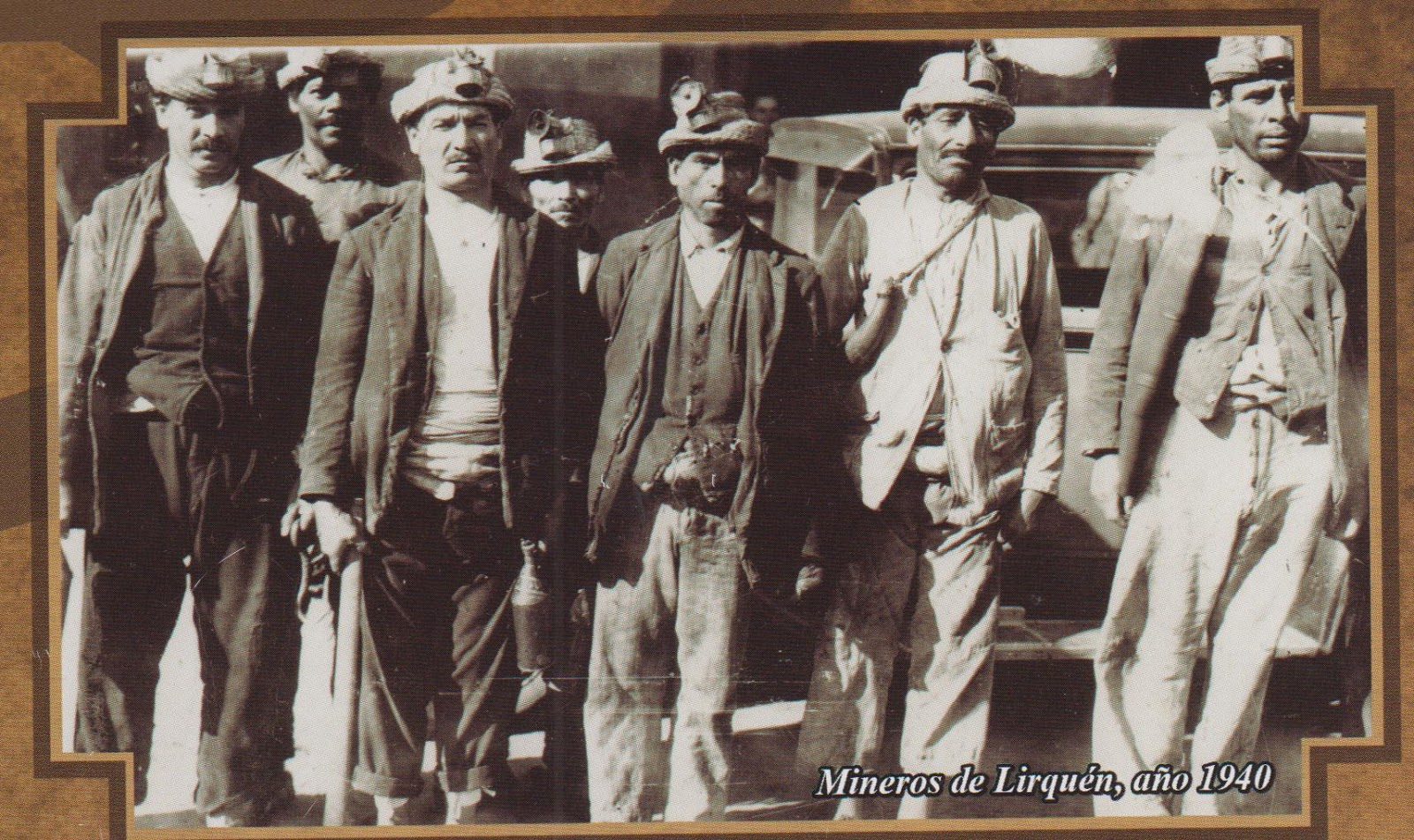
Antiguos mineros de Lirquén, década del 40'.

Existen varias teorías del origen de nombre "Lirquén", entre las más conocidas tenemos: "amanece temprano" (liwen) o "que tiene barro o sedimento" (llidquen).
Los primeros indicios de Lirquén aparecen en la colonia hace 300 años, en el libro "Viaje por el Mar del Sur" (1712), del francés Amédée Frézier, donde señala: "En Lirquén y en la ciudad misma (Concepción-Penco) se encuentran excelentes minas de carbón vegetal, sin profundizar más de uno o dos pies. Los habitantes no saben aprovecharlo y están muy asombrados al vernos sacar de la tierra con que hacer fuego".
Poco tiempo después, Lirquén aparece mencionado en algunos archivos, cuando Juan Ruiz de Berecedo, deja en herencia a su hija Josefa, 8 cuadras en Lirquén "donde se hacen tejas", con esclavos, joyas y muebles. Josefa Ruiz, se casó con el alcalde de Concepción, Domingo de Aspe Gamarra. Todo indica que la fabricación de tejas era una actividad importante, puesto que también aparece mencionado en un expediente de 1720 (Documentos de la Capitanía General - Archivo Nacional), a partir de una transacción de venta de tejas del valle de Lirquén.
Existen cartografías, que señalan la existencia de algunas casas aledañas al río de Lirquén. El primer mapa que señala aquello es el de Juan Velásquez de 1712 y también el del navegante francés Le Gentil de 1715. 
En 1725, otro mapa, de autoría desconocida, y que se encuentra en la Biblioteca del Congreso de los Estados Unidos, señala la existencia de "Lirquén". Por último, los españoles Jorge Juan y Antonio de Ulloa, levantan un plano de la bahía en 1744, el que fue corregido por el navegante Moraleda en 1782.

### Lirquén moderno desde 1840

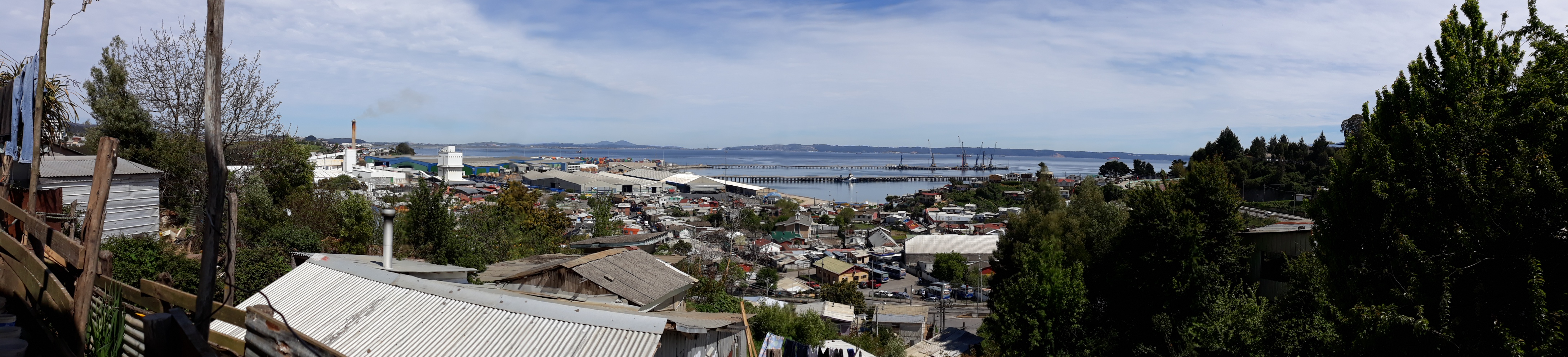
Panorámica de Lirquen

Los orígenes de Lirquén fueron la pesca y la creación de tejas. En la segunda mitad del siglo XIX, tras la instalación de una mina de carbón de inmediato comienza a funcionar un improvisado puerto en esta localidad. 
Antes de que adquiriera fama el carbón de Lota, ya eran conocidos los yacimientos de la Bahía de Concepción y más al norte.
Es el inglés Thomas Taston Smith, en 1843, quien da inicio a la actividad extractiva en Lirquén, que se prolongaría por más de un siglo. La idea es fundir allí el cobre que su cuñado, Joaquín Edwards Ossandón, que trae desde el norte, motivando la construcción de un muelle moderno. Junto a esta industria resurgen las fábricas de tejas y molinos, que son la base de una temprana industrialización. 
Pero en razón de inundaciones y otros problemas técnicos, sumados a la fuerte competencia de las minas de Lota y Coronel, la mina se cierra en la segunda década del siglo XX, generando una gran decadencia económica en el lugar.

## Características

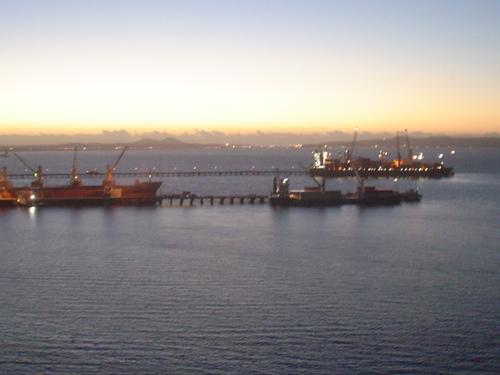
Vista nocturna desde el Mirador de Lirquén.

Posee varias caletas de pescadores, playa, y poblaciones de dos tipos; las ubicadas en los cerros de carácter modesto y la localizada a la entrada de esta localidad, de clase media y carácter urbano. En el sector céntrico de esta localidad existe actividad comercial incluso un poco más activa que en Penco Centro, destacándose una gran cantidad de restaurantes, pubs, marisquerías, pescaderías y schoperias entre otros lugares de consumo. También existe una apreciable cantidad de templos evangélicos y un templo católico muy pintoresco. 
También destaca su fábrica de vidrios, que produce vidrios para usos domésticos e industriales, incluyendo partes de vehículos motorizado.

## Turismo

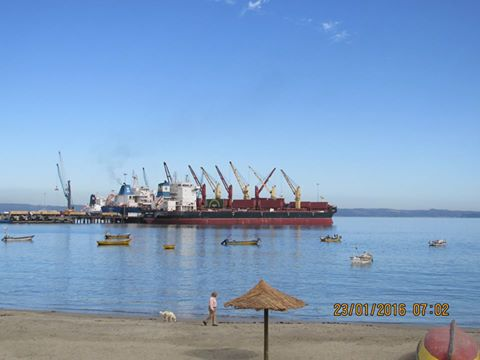
Playa de Lirquén

- Barrio Chino: Es un rincón ubicado en la calle Balmaceda (al frente de la plaza), que acoge a numerosas casas que ofrecen una atractiva variedad de mariscos y pescados de la zona. Además se ubican varios restaurantes en este lugar, para degustar de la más típica gastronomía marina resultando que Lirquén se perfile como un lugar turístico, y muestra de ello es que visitantes provenientes de Concepción (y alrededores) lleguen a este lugar para disfrutar de las mejores picadas.[6]

- El Mirador, ubicado en el cerro periférico con salida a Tomé (Ruta 150 Penco - Tomé), ofrece una imagen panorámica de toda la Bahía de Concepción y de la actividad portuaria del Puerto Lirquén.

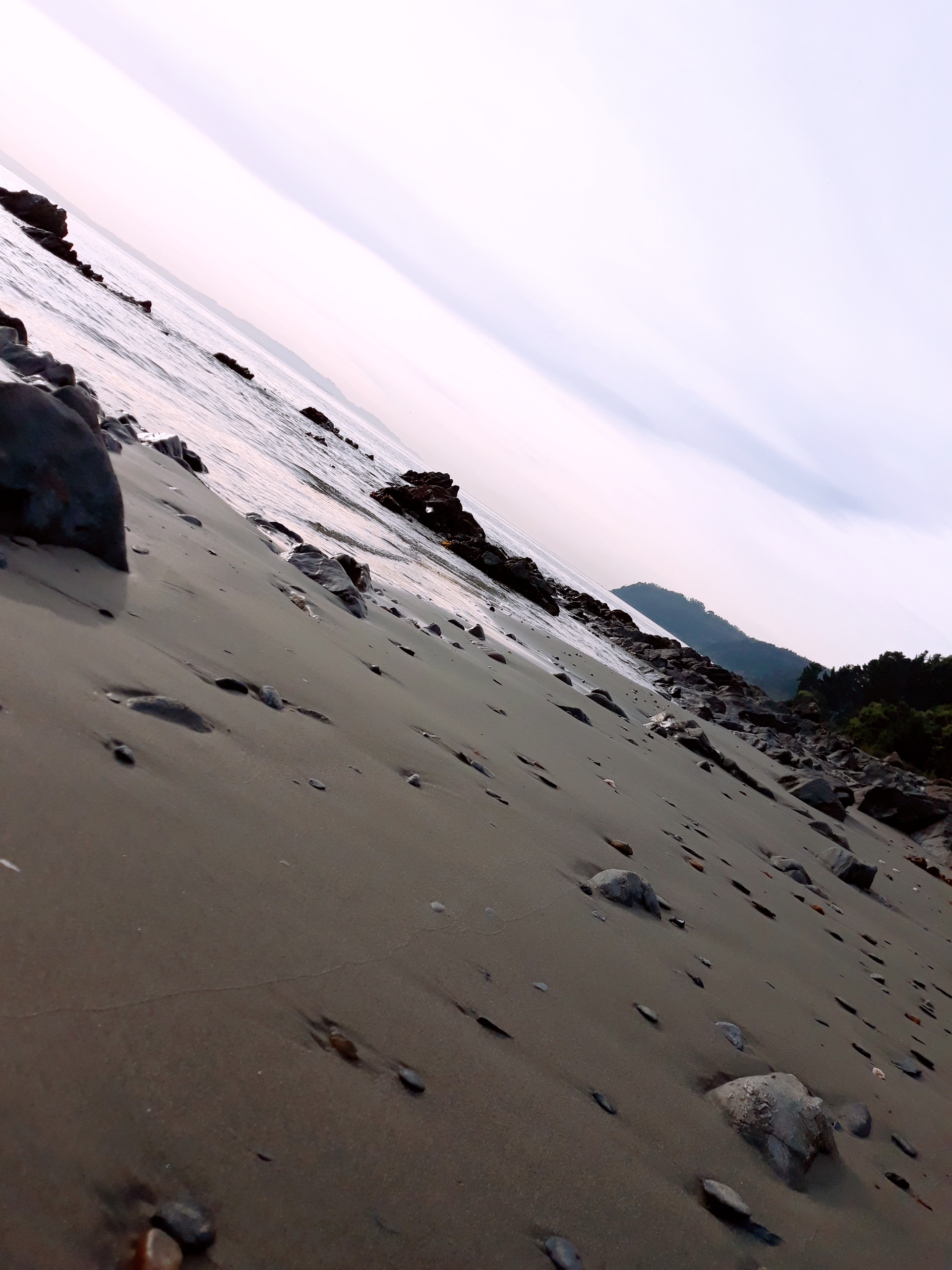
Sendero Paleontológico La Cata Lirquen.

### Puntos de interés en Lirquén
- Plaza de Lirquén
- Barrio Chino
- Playa de Lirquén
- Playa La Cata
- Gruta y Playa La Virgen
- Mirador Lirquén

## Transporte
Desde Concepción (en Av. Los Carrera, hacia el norte) los buses urbanos viajan hasta Lirquén con alta frecuencia (Aprox. 10 min cada servicio, 48 seg total de líneas). También se comunica a través de la Ruta CH-150.
- Chiguayante - Concepción - Penco - Lirquén: Línea 17 - Servicio A - Operador Expresos Chiguayante.
- Talcahuano (Sur) - Hualpén (Av. Colón) - Concepción - Penco - Lirquén: Línea 30 - Servicio B - Operador Ruta las Playas.
- Talcahuano (Sur) - Mall - Concepción - Penco - Lirquén: Línea 30 - Servicio C - Operador Ruta las Playas.
- Talcahuano (Sur) - Hualpén - Concepción - Penco - Lirquén - Ríos De Chile: Línea 30 - Servicio D - Operador Ruta las Playas.
- Talcahuano (Sur) - Hualpén - Concepción - Penco (Penco Chico) - Lirquén: Línea 30 - Servicio E - Operador Ruta las Playas.
- Talcahuano (Norte-Centro) - Concepción - Penco - Lirquén: Línea 31 - Servicio F - Operador Ruta del Mar.
- Talcahuano (Norte-Centro) - Concepción - Penco - Lirquén - Ríos De Chile: Línea 32 - Servicio G - Operador Buses Ruta del Mar.
- Talcahuano (Centro-Sur) - Concepción - Penco - Lirquén (Sur): Línea 62 - Servicio H - Operador Mi Expreso.